# Joppocryptus esurialis
Joppocryptus esurialis là một loài tò vò trong họ Ichneumonidae.